# Carlo Bergamini

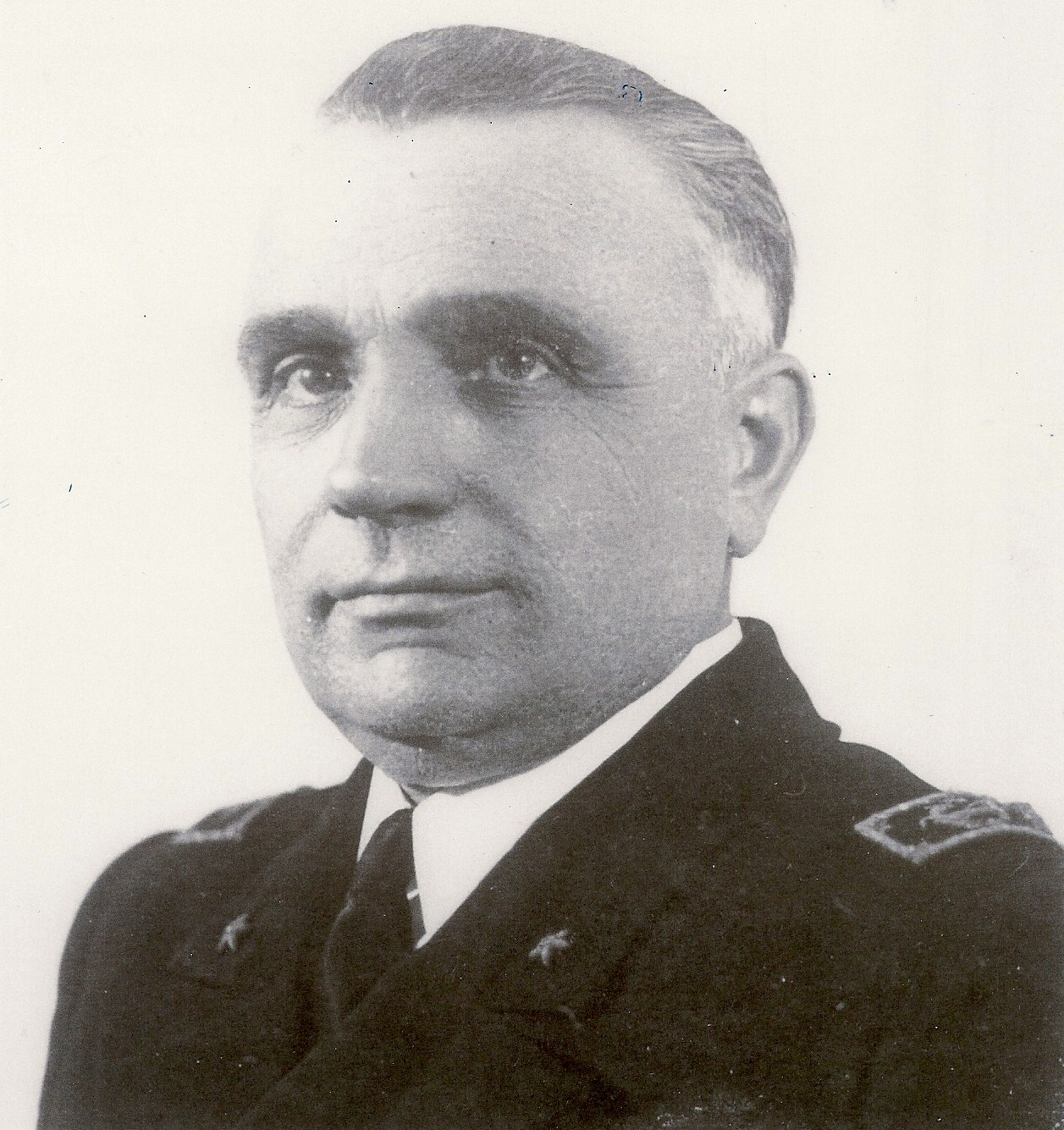
Carlo Bergamini

Carlo Bergamini (* 24. Oktober 1888 in San Felice sul Panaro (Modena); † 9. September 1943 bei Asinara, Sardinien) war ein italienischer Admiral.

## Militärische Laufbahn
Nach seiner Ausbildung an der Marineakademie in Livorno diente er auf verschiedenen Kriegsschiffen, darunter auf den Kreuzern Vettor Pisani und Pisa. Er zeichnete sich im Ersten Weltkrieg 1916 bei der Verteidigung von Valona und am 2. Oktober 1918 beim Beschuss von Durazzo aus. Während des Zweiten Weltkriegs befehligte er die 4., 5. und die 9. Division der italienischen Flotte. Mit dem Schlachtschiff Vittorio Veneto nahm er im November 1940 an der Seeschlacht bei Kap Teulada teil.
Ab dem 5. April 1943 war er als Flottenchef auf dem Schlachtschiff Roma. 
Der Waffenstillstand von Cassibile wurde am 8. September 1943 um 18 Uhr bekanntgegeben. Bergamini erhielt den Befehl, mit der Schlachtflotte von La Spezia nach Malta auszulaufen und sie dort wie im Waffenstillstand vereinbart an die Westalliierten auszuliefern. Obwohl er wegen dieses Befehls zutiefst verbittert war und Luftunterstützung nicht zur Verfügung stand, führte er ihn in der Nacht zum 9. September 1943 aus. Die deutschen Streitkräfte wollten die Übergabe der italienischen Flotte verhindern; 15 Dornier Do 217K der III. Gruppe des Kampfgeschwaders 100 griffen die italienischen Kriegsschiffe am 9. September 1943 um 15:10 Uhr nordwestlich von Sardinien an. Zwei ferngesteuerte Flugkörper vom Typ Fritz X traf das Flaggschiff Roma. Der erste durchschlug den Rumpf und explodierte nicht; der zweite traf die Munitionskammer, die explodierte. Die Roma sank um 16:00 Uhr. Mit Admiral Carlo Bergamini starb ein großer Teil der Besatzung. 
Er wurde posthum mit der Medaglia d’oro al valor militare ausgezeichnet und zum Ammiraglio d’Armata befördert.
Um 1960 benannte die italienische Marine das Typschiff der Bergamini-Klasse nach ihm. 
Das im Jahre 2013 in Dienst gestellte Typschiff der FREMM-Fregatten (F590) heißt Carlo Bergamini.